# Kaliwerk Gewerkschaft Thüringen

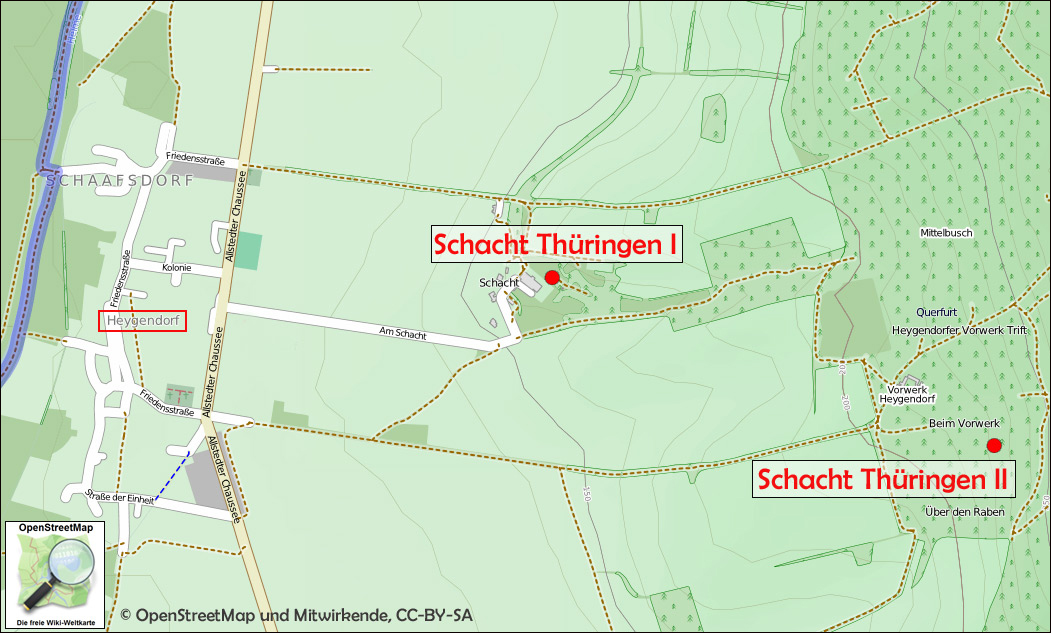
Lage der Kalischächte Thüringen I und Thüringen II

Zum stillgelegten Kaliwerk Gewerkschaft Thüringen in Heygendorf, einem Ortsteil der Stadt Artern im thüringischen Kyffhäuserkreis, gehören die Schächte Thüringen I und II. Schacht Thüringen I liegt etwa einen Kilometer östlich der Straße Heygendorf-Mönchpfiffel. Das Abbaufeld liegt im unmittelbaren Bereich der nahen Hornburger Tiefenstörung an der Nordostflanke des Roßlebener Sattels.
Der Ansatzpunkt des Schachtes Thüringen II liegt zirka 1,4 km östlich vom Schacht I und etwa 200 m südlich des früheren Vorwerkes Heygendorf (siehe Lageplan folgend). Das Abbaufeld erstreckt sich in östlicher Richtung von Schacht Thüringen I auf eine Entfernung von zirka 1400 m bei einer Breite von rund 600 m.
Teufbeginn von Schacht Thüringen I war am 25. April 1905, der des Schachtes Thüringen II am 13. Januar 1913.
Die Gewinnung von Carnallitit und Hartsalz erfolgte ab 1908. Abbaumethode war das Kammerbau-Verfahren. Das Kaliflöz Staßfurt hatte eine Mächtigkeit zwischen 8 m und stellenweise bis 34 m. Die Grubenbaue befinden sich nur unweit der südlichen Abbaufelder des einstigen kupferschieferbauenden Bernard-Koenen-Schachtes Niederröblingen.
Die Verarbeitung der geförderten Salze geschah in werkseigenen Fabrikanlagen, von denen Ruinen heute noch erhalten sind (siehe Fotos untenstehend). Insgesamt wurden Kalisalze im Umfang von 94820 teff K2O gewonnen und weiterverarbeitet. Am 20. September 1921 wurde die Förderung eingestellt und die Schächte gemäß §§ 83a und 83e der Stilllegungsverordnung stillgelegt (nähere Erläuterungen zu den betreffenden Rechtsvorschriften: siehe unter Abschnitt „Stilllegung des Kaliwerkes“).

## Such- und Erkundungsarbeiten
Als es im Jahr 1861 chemischen Fabriken im Staßfurter Raum gelang, die als „unrein“ bezeichneten carnallitischen Salze der dortigen Schächte v.d. Heydt und v. Manteuffel nutzbar zu verwerten, indem das in diesen „bitterschmeckenden“ Salzen enthaltene Kaliumchlorid (KCl) gelöst werden konnte, um es erfolgreich als Düngemittel in der Landwirtschaft zu vermarkten, setzte allerortens eine rege Suche nach ebensolchen Mineralien ein. So zog es auch Bohrtrupps in die Enklave Allstedt.
Folgend sind die wichtigsten Suchbohrungen sowohl aus dieser Zeitperiode als auch weitere Erkundungsbohrungen zu DDR-Zeiten und deren Fündigkeiten aufgelistet.
| Name der Bohrung:                  | Roßleben VII | Brl. 1      | Brl. 2      | Mönchpfiffel | Gute Hoffnung | S 66        | S 74      | S 78 E          |
| ---------------------------------- | ------------ | ----------- | ----------- | ------------ | ------------- | ----------- | --------- | --------------- |
| Bohrzeitraum                       | 1904         | unbekannt   | unbekannt   | unbekannt    | unbekannt     | 1957        | 1958      | 1957            |
| Endteufe (Angaben in Meter)        | 390,3        | 443,7       | 413,7       | 396,6        | 385,0         | 1093,6      | 1226,4    | 1140,9          |
| Ausbildung des Kaliflözes Staßfurt | abgelaugt    | Carnallitit | Carnallitit | abgelaugt    | abgelaugt     | Carnallitit | abgelaugt | z. T. abgelaugt |

| Name der Bohrung                   | S 83        | S 86                | S 98        | S 100       | S 110       | S 122     | S 126     | S 136       | S 137     | S 139       | S 148       | S 151       | S 152     | S 161     |
| ---------------------------------- | ----------- | ------------------- | ----------- | ----------- | ----------- | --------- | --------- | ----------- | --------- | ----------- | ----------- | ----------- | --------- | --------- |
| Bohrzeitraum                       | 1957/58     | 1958/59             | 1960/61     | 1959        | 1960        | 1961      | 1961      | 1961        | 1961      | 1961        | 1962        | 1962        | 1962      | 1964      |
| Endteufe (Angaben in Meter)        | 1010,3      | 1213,15             | 923,6       | 936,8       | 1045,9      | 912,6     | 779,6     | 872,05      | 777,3     | 869,6       | 834,4       | 1075,0      | 908,3     | 990,2     |
| Ausbildung des Kaliflözes Staßfurt | Carnallitit | teilweise abgelaugt | Carnallitit | Carnallitit | Carnallitit | abgelaugt | abgelaugt | Carnallitit | abgelaugt | Carnallitit | Carnallitit | Carnallitit | abgelaugt | abgelaugt |

## Geologische und hydrogeologische Lagerstättenverhältnisse

### Die geologischen Verhältnisse

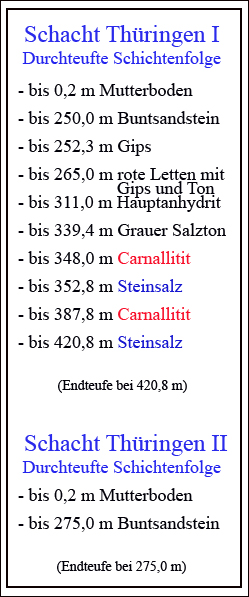
Geologisches Profil der Thüringer Schächte I und II

Die Schächte Thüringen I und II wurden zur Kalisalzgewinnung im Kaliflöz Staßfurt an der Nordostflanke des Roßlebener Sattels angelegt. Die Ansatzorte stehen im unteren Teil des Mittleren Buntsandsteins im nordwestlichen Teil der Sattelflanke, unweit der Hornburger Tiefenstörung. Ausgehend von den Auslaugungstälern der Unstrut und der Helme bzw. der Störungslinien der Nordrandstörung der Hermandurischen Scholle und der Hornburger Tiefenstörung hat die Ablaugung das Kaliflöz Staßfurt (und auch im stärkeren Maße die Salze der jüngeren salinaren Schichten) betroffen, sodass die Schachtanlage Thüringen halbkreisförmig von Süden, Westen und Nordwesten vom Ablaugungsbereich umgeben ist (vergleiche obigen Lageplan).
Die Lagerungsverhältnisse des Kaliflözes Staßfurt sind, bedingt durch diese geologischen Störungen, sehr wechselhaft. Von den nördlichsten Grubenbauen wurde ein schwaches nach Nordwesten zum Salzspiegel hin gerichtetes Einfallen nachgewiesen. Ansonsten erstreckt sich etwa vom Schacht I bis zu den Hartsalzabbauen der 357-m-Sohle eine schwache Aufwölbung mit WSW-ONO gerichteten Streichen. Südlich dieser Aufwölbung ist das Einfallen in der Hauptsache nach Südosten gerichtet. Eine deutliche Abweichung ergibt sich durch eine im zentralen Teil, etwa im Gebiet des Sicherheitspfeilers um das Bohrloch Thüringen 1 (auf dem Lageplan als Brl.1 ausgewiesen) liegende Mulde, von der nach Süden und Südwesten ein Ansteigen des Kalilagers erkennbar ist. Im östlichen Teil des Grubenfeldes, wo die tiefsten Abbaue der 408 m-Sohle liegen, herrscht nahezu gleichförmiges Einfallen nach Südosten. In der Schachtanlage Thüringen wurden Carnallitit und Hartsalz des Kaliflözes Staßfurt gewonnen.
Hartsalz wurde in zwei voneinander getrennten Flächen von geringer Ausdehnung nördlich und nordöstlich von Schacht I nachgewiesen und über die 350-m- und 357-m-Sohle abgebaut. Das Hartsalz besaß nur eine Mächtigkeit von 2,5 m bis 3,0 m bei einem K2O-Gehalt von 12–15 % und trat von Carnallitit unterlagert im oberen Teil des Kalilagers auf. Der K2SO4-Gehalt dürfte minimal gewesen sein. Es war geschichtet und stark gefaltet, was auf starke tektonische Beanspruchungen hindeutet. Ansonsten wurde das Kalilager in nahezu vollständiger carnallitischer Ausbildung (geschichteter und Trümmercarnallitit) angetroffen. Die Mächtigkeit des Carnallitits soll im westlichen Teil der Grube nur 8 m betragen haben. Für die Mitte des Baufeldes, insbesondere für den Bereich der 408-m-Sohle, wurden Mächtigkeiten von 18 m bis 34 m angegeben.
In der Nähe des Salzspiegels wurden posthume Hutsalze, Kainit und Sylvinit angetroffen. Diese Zone soll eine Breite von 100 m bei einer Länge von rund 200 m betragen haben. Von der 350-m-Sohle wurde eine Auslaugungsvertaubung des Kaliflözes angefahren. Die Salzablaugung zwischen der Schachtanlage Thüringen und der Unstrutniederung ist bedingt durch die Aufwölbung des Roßleben-Bottendorfer-Sattels, der die Fortsetzung des Kyffhäuser Sattels bildet. Die Lage der Ablaugungsgrenze des Kalilagers ist westlich und nordöstlich des Schachtes I durch Grubenaufschlüsse bis auf 1 km Entfernung bekannt; sie folgt von Südosten her bis westlich des Schachtes I dem normalen Streichen des Gebirges, wendet sich aber dann scharf nach Nordosten. Gasaustritte ereigneten sich auf der Schachtanlage Thüringen nur selten. Ein etwas stärkerer ereignete sich beim Auffahren der Hauptförderstrecke etwa 1 km vom Schacht. Über die Zusammensetzung liegen keine Angaben vor. Höchstwahrscheinlich handelt es sich um kohlenwasserstoffreiche Gase, wie sie aus den übrigen Unstrut-Gruben bekannt geworden sind.

### Die hydrogeologischen Verhältnisse
Obwohl der Abstand des Schachtes Thüringen I zur Ablaugungsgrenze des Kalilagers nur etwa 60 m beträgt, wurde der Hauptanhydrit zwar klüftig, aber trocken angetroffen. Aufgrund der tektonischen Beanspruchung, wie sie durch die Grubenaufschlüsse im Kalilager festgestellt wurde, muss für den Hauptanhydrit eine weit verbreitete intensive Klüftung angenommen werden. Ähnlich wie in der Kaligrube Roßleben, deren Schächte den Hauptanhydrit auch trocken aber geklüftet durchörterten, sollte deshalb insbesondere in tieferen Teilen der Grube Thüringen auch mit einer Salzlösungsführung im Hauptanhydrit gerechnet werden.
Wie Stille (1921) berichtete und aus dem bergmännischen Rißwerk ersichtlich, wurden die obersten Abbaue fast bis unmittelbar an den Salzspiegel getrieben. Dabei wurde die Grenzzone nicht weniger als siebenmal in Strecken und Bohrungen angefahren (einer davon war das Flügelort 1 der 350-m-Sohle). Nennenswerte größere Laugenzuflüsse traten nicht auf. Lediglich in der hangenden Strecke zur 350-m-Sohle tropfte stellenweise Salzlösung herab. Hier entstanden Stalaktiten aus weißem Sylvin, die mehr als einen Meter lang waren. Im gleichen Bereich erfolgte im Sommer 1907 ein kleiner Salzlösungszufluss mit anfangs 3 l/h, der sich bis zum März 1908 auf 0,3 l/h verringerte und dann gänzlich versiegte. Eine gleichfalls unbedeutende Salzlösungsmenge von 4 l/h trat im Juni 1908 im Abbau V aus. Der Zufluss war im Juli bereits wieder versiegt.

## Der Betrieb des Kaliwerkes

### Die finanziell-betriebswirtschaftlichen Verhältnisse

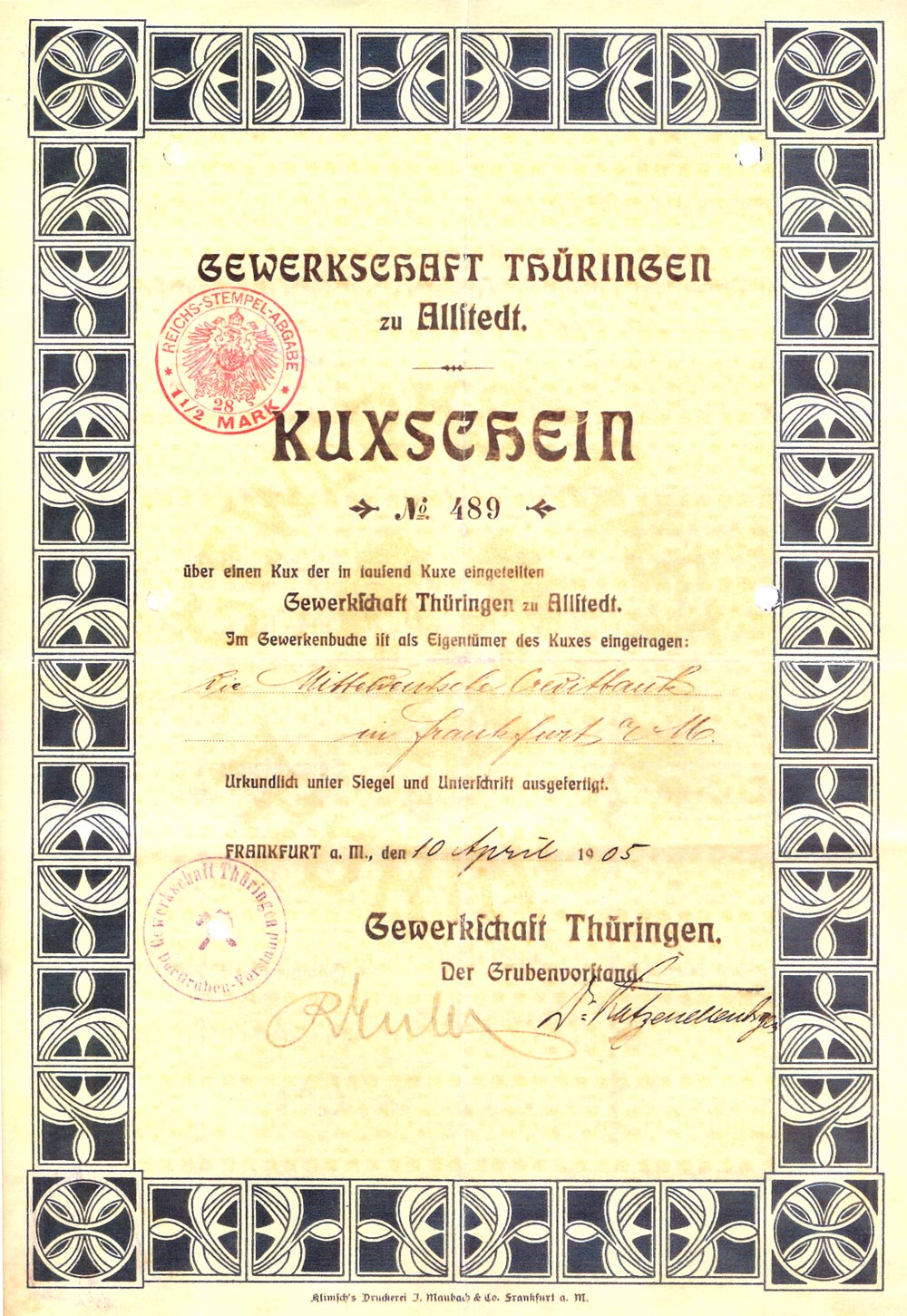
Kuxschein der „Gewerkschaft Thüringen“

Gründung: Der Bohrvertrag datiert vom 10./14. Januar 1903, ein Abtretungsvertrag vom 19. November 1904. Die Gründungsurkunde ist ausgestellt am 22. Februar 1905, mit Nachtrag vom 30. Oktober 1905. Die handelsgerichtliche Eintragung erfolgte im Januar 1906. Der Gesellschaftsvertrag vom 7. April 1906 wurde durch einen neuen, dem Berggesetz für das Großherzogtum Weimar entsprechend, ersetzt.
Anzahl der Kuxe: 1.000 Stück (rechts ist ein solcher Kux abgebildet).
Gegenstand des Unternehmens: Ausbeutung der seitens der Sachsen-Weimar’schen Regierung der Gewerkschaft zu verleihenden Berechtigung zur Anlage und zum Betriebe eines Salz- bzw. Kalisalzbergwerkes in der Enklave Allstedt, sowie die Ausbeutung derjenigen Bergwerksberechtigungen, welche sie später noch erwerben sollte; ferner Herstellung und Betrieb aller Anlagen und Unternehmungen, welche die Ausnutzung jener Bergwerke und Berechtigungen und die Verwertung der Produkte derselben in roher oder verarbeiteter Form befördern.
Gerechtsame: 11.163 Hektar = zirka 22 preußische Normalfelder in der Enklave Allstedt des Freistaates Sachsen-Weimar sowie die Grundstücke 130–133, 148a und 149b des Grundsteuerkatasters von Heygendorf und 154–156 des Grundsteuerkatasters von Schaafsdorf. Verliehen sind der Gewerkschaft infolge eingelegter Mutung vom Oberbergamt Halle drei preußische Grubenfelder mit zusammen 6.566.995 Quadratmeter unter dem Namen „Thüringen IV–VI“ in den Gemarkungen Saubach, Bibra, Steinbach, Kalbitz, Wellroda und Pleismar im Kreis Eckartsberga des Regierungsbezirkes Merseburg zur Gewinnung von Steinsalz und beibrechenden Salzen. Die Grubenfelder liegen südwestlich der Eisenbahnstation Laucha (Linie Naumburg-Artern) und grenzen im Norden an die Gewerkschaften Roßleben und Lossa, stehen also mit der Weimarischen Gerechtsame in keinem unmittelbaren Zusammenhang.
Zweiter Schacht: Die außerordentliche Gewerkenversammlung vom 16. Juni 1912 beschloss die Errichtung einer neuen Salzwerksanlage im Grubenfeld der Gewerkschaft. Der Bau des neuen Kalischachtes wurde der Rheinisch-Westfälischen Schachtbaugesellschaft übertragen. Am 13. Januar 1913 wurde mit dem Abteufen begonnen. Im Herbst 1913 hatte der Schacht eine Teufe von 192 m. Hiervon standen in Mauerung 32,70 m, in Eisen 157,70 m. Der Abteufbetrieb ruhte auch in den Jahren 1918 bis 1921.
Tagesanlagen: Eine Chlorkalium-, Sulfat- und Bromfabrik sind auf dem Heygendorfer Terrain der Gewerkschaft im Herbst 1907 fertiggestellt. Die Endlaugen werden nach erfolgter Klärung unterhalb Heygendorf in die Helme geführt. Die Konzession ist durch Beschluss des Bezirksausschusses zu Apolda am 30. Dezember 1905 zur täglichen Verarbeitung von 5.000 dz Rohsalz erteilt. Die Einsprüche gegen die Konzession, welche von verschiedenen Seiten erhoben wurden, sind seitens des Staatsministerium zurückgewiesen.
Sonstige Tagesanlagen: Mahlwerksgebäude mit einem Kainit- und einem Carnallit-Mahlsystem, das Fördermaschinengebäude mit der definitiven Fördermaschine, Werkstätten- und Magazingebäude, das Kesselhaus nebst 12 Cornwallkesseln, die elektrische Kraftzentrale mit drei Maschinen von 150, 300 und 500 PS und das 9 Kilometer lange normalspurige Eisenbahnanschlussgleis nach Niederröblingen, eine Wasserversorgungsanlage.
Kali-Syndikat: Im Syndikat seit 1906.
Die „Gewerkschaft Thüringen zu Heygendorf“ gehörte zur Salzdetfurth-Gruppe mit einer Beteiligungsziffer von insgesamt 5,6641 Tausendstel für beide Schächte.
Betriebsstilllegung: 1922 erfolgte die endgültige Stilllegung gemäß §§ 83a bzw. § 83e der Stillegungsverordnung vom 22. Oktober 1921 bis zum 31. Dezember 1953. Im Jahre 1923 erteilte die Kaliprüfungsstelle für Schacht I eine Beteiligungsziffer von 91 %, für Schacht II ab 1. Februar 1923 eine Beteiligungsziffer von 25 % der durchschnittlichen Beteiligung aller Kaliwerke.
Letzte ordentliche Gewerkenversammlung: 17. Mai 1935.
Hier einige statistische Zahlen aus den Jahren 1907 bis 1914:
- 1907: Schachtbau beendigt. Tagesanlagen nahezu fertiggestellt.
- 1908: Vorsitzender des Grubenvorstandes: Direktor Rudolf Enler in Frankfurt/M. Direktion: Technischer Direktor: Dipl.-Bergingenieur B. Westermann; Kaufmännischer Direktor: Gebhardt, beide in Heygendorf. Fabrikdirektor: Dr. Tryller. Aufbereitungsanstalten: Kainitmühle, Chlorkaliumfabrik, Kalidüngesalzfabrik. Betriebsführer: Obersteiger Emil Henke in Heygendorf. Durchschnittliche Arbeiterzahl: 250 Mann.
- 1909: Vorsitzender des Grubenvorstandes: Direktor Rudolf Enler in Frankfurt/M. Direktion: Technischer Direktor: Dipl.-Bergingenieur B. Westermann; Kaufmännischer Direktor: Gebhardt, beide in Heygendorf. Fabrikdirektor: Dr. Tryller. Aufbereitungsanstalten: Kainitmühle, Chlorkaliumfabrik, Kalidüngesalzfabrik. Betriebsführer: Obersteiger Emil Henke in Heygendorf. Durchschnittliche Arbeiterzahl: 391 Mann.
- 1910: Vorsitzender des Grubenvorstandes: Bergrat Ebeling in Hannover. Direktion: Technischer Direktor: Dipl.-Bergingenieur B. Westermann; Kaufmännischer Direktor: Gebhardt, beide in Heygendorf. Fabrikdirektor: Raupert in Heygendorf. Aufbereitungsanstalten: Kainitmühle, Chlorkaliumfabrik, Kalidüngesalzfabrik. Betriebsführer: Obersteiger Emil Henke in Heygendorf. Durchschnittliche Arbeiterzahl: 391 Mann.
- 1911: Vorsitzender des Grubenvorstandes: Bergrat Ebeling in Hannover. Direktion: Technischer Direktor: Dipl.-Bergingenieur B. Westermann; Kaufmännischer Direktor: Gebhardt, beide in Heygendorf. Fabrikdirektor: Raupert in Heygendorf. Aufbereitungsanstalten: Kainitmühle, Chlorkaliumfabrik, Kalidüngesalzfabrik. Betriebsführer: Obersteiger Emil Henke in Heygendorf. Durchschnittliche Arbeiterzahl: 350 Mann.
- 1912: Vorsitzender des Grubenvorstandes: Bergrat Ebeling in Hannover. Direktion: Technischer Direktor: Bergassessor Sauerbrey; Kaufmännischer Direktor: Gebhardt, beide in Heygendorf. Fabrikdirektor: Raupert in Heygendorf. Aufbereitungsanstalten: Kainitmühle, Chlorkaliumfabrik, Kalidüngesalzfabrik. Betriebsführer: Obersteiger Jantzen in Heygendorf. Durchschnittliche Arbeiterzahl: 350 Mann.
- 1913: Vorsitzender des Grubenvorstandes: Bergrat Ebeling in Hannover. Direktion: Technischer Direktor: Bergassessor Sauerbrey; Kaufmännischer Direktor: Gebhardt, beide in Heygendorf. Fabrikdirektor: Raupert in Heygendorf. Aufbereitungsanstalten: Kainitmühle, Chlorkaliumfabrik, Kalidüngesalzfabrik. Betriebsführer: Obersteiger Jantzen in Heygendorf. Durchschnittliche Arbeiterzahl: 350 Mann. Vorarbeiten für einen neuen abzuteufenden Schacht sind im Gange.
- 1914: Vorsitzender des Grubenvorstandes: Bergrat Ebeling in Hannover. Direktion: Technischer Direktor: Bergassessor Sauerbrey; Kaufmännischer Direktor: Gebhardt, beide in Heygendorf. Fabrikdirektor: Raupert in Heygendorf. Aufbereitungsanstalten: Kainitmühle, Chlorkaliumfabrik, Kalidüngesalz-, Sulfat- und Bromfabrik. Betriebsführer: Obersteiger Jantzen in Heygendorf. Durchschnittliche Arbeiterzahl: 320 Mann. Vorarbeiten für einen neuen abzuteufenden Schacht sind im Gange.
- Ausbeute: 1909: 300 M pro Kux. 1910: 400 M pro Kux. 1911: 300 M pro Kux. 1912: 250 M pro Kux.

### Die Schachtbauarbeiten

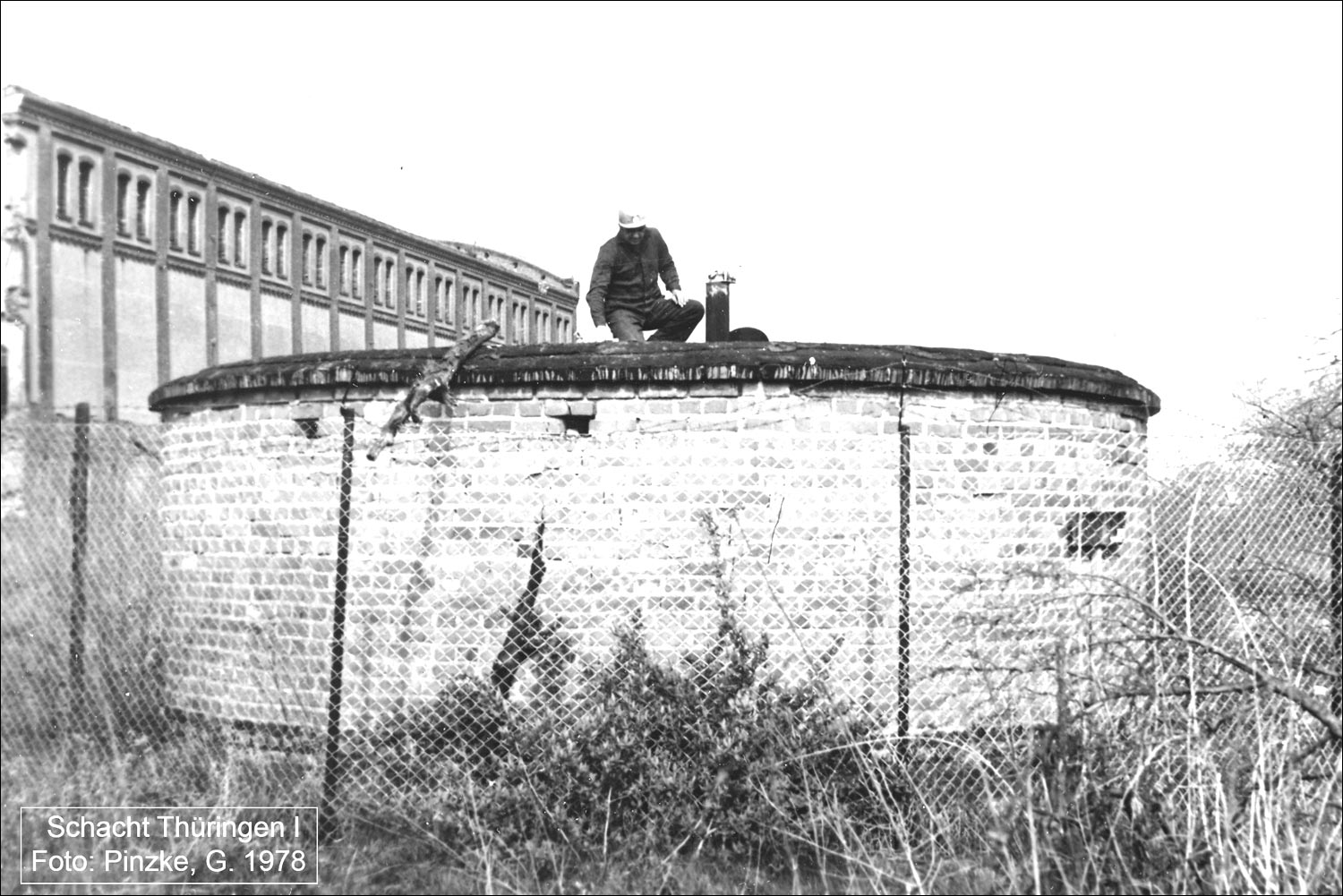
Ansicht des „Orlas-Verschlusses“ des stillgelegten Kalischachtes Thüringen I (aufgenommen am 11. September 1978)

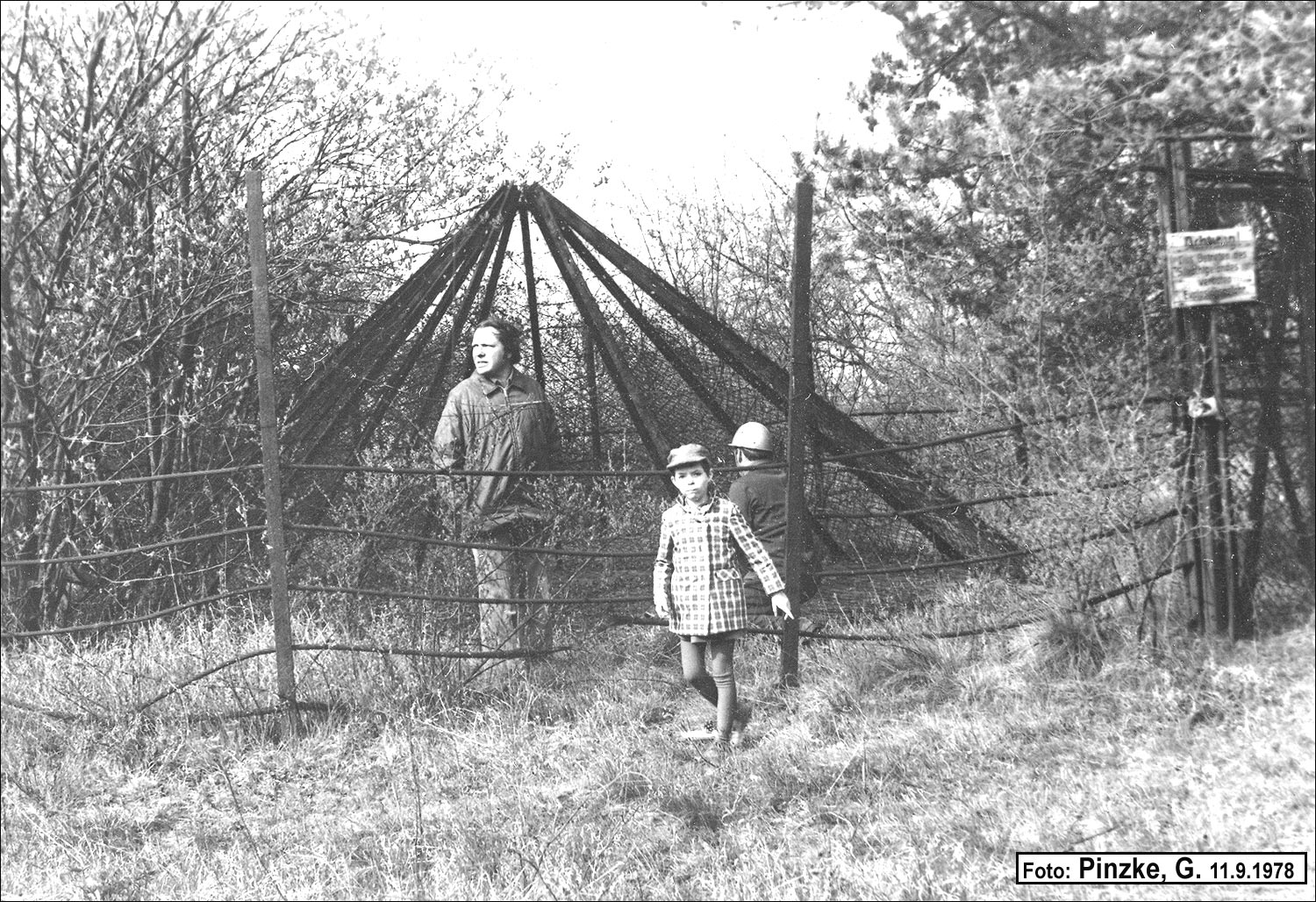
Ansicht der Schachtsicherung des stillgelegten Abteuf-Schachtes Thüringen II (Aufnahme vom 11. September 1978)

Das Abteufen des Schachtes Thüringen I wurde am 25. April 1905 begonnen. Am 21. Februar 1906 erreicht man bei einer Teufe von 265 m den Hauptanhydrit. Im Juni 1906 wurde in einer Teufe von 339,40 m das Carnallitlager erreicht. Der Kaliumchlorid-Gehalt des Kaliflözes Staßfurt betrug bis zu einer Teufe von 348,20 m 21 bis 22 %. Nach einem Zwischenmittel aus Steinsalz durchteufte man von 352,80 m bis 387,80 m Carnallitit mit durchschnittlich 13,9 % KCl. In einer Teufe von 420,50 m im Älteren Steinsalz wurden die Abteufarbeiten beendet.
Schacht Thüringen I steht bis 35,50 m in Mauerung, von da ab bis 241,41 m in Tübbingsausbau und von hier bis zur Schachtsohle wieder in Mauerung. Bei 350 m Teufe wurde das Füllort der Wettersohle und bei 408 m im Älteren Steinsalz das Füllort der Hauptfördersohle angesetzt.
Der Schacht Thüringen II wurde etwa 1,4 km südöstlich des Schachtes I angesetzt. Er wurde am 13. Januar 1913 im unteren Teil des Mittleren Buntsandsteins begonnen und durchteufte von 50 m bis 85 m die oberste und von 113 m bis 195 m die mittlere der in der Regel im Unstrutgebiet auftretenden drei Rogensteinzonen des Buntsandsteins. Die während des Abteufens zusitzenden Wässer in einer Höchstmenge von 1.400 l/min wurden durch Dampfpumpen gehoben und bei 232,10 m abgeschlossen. Bei 275 m Teufe durchteufte man im März 1914 die als wasserfrei vermutete dritte Rogensteinzone. Hier jedoch erreichten Wasserzuflüsse eine Größe bis 1000 l/min. Da die Pumpen bereits ausgebaut waren, konnte dieser Zufluss nicht beherrscht werden. Die Teufarbeiten mussten eingestellt werden und wurden infolge der wirtschaftlichen Auswirkungen des Ersten Weltkrieges nicht wieder aufgenommen.
Der Schacht hatte einen Durchmesser von 5,00 m und besaß folgenden Ausbau:
Bis 32,70 m Teufe Mauerung; von 32,70 m bis 230,10 m Teufe Tübbingausbau; von 230,10 m bis 265,00 m Teufe Mauerung; 265,00 m bis 275,00 m Teufe provisorischer Holzausbau. Der Wasserspiegel im Schacht lag bei etwa 90 m Teufe. Nach Abgabe der Stilllegungserklärung wurde er 1934 abgedeckelt. In der Zeit von 1960 bis 1963 wurden aus der Schachtröhre Wässer für Spülbohrungen des ehemaligen VEB Mansfeld-Kombinat Wilhelm Pieck entnommen.

### Aus- und Vorrichtung, Abbau- und Versatzverfahren
Die Gewinnung der Lagerstätte erfolgte über den Schacht Thüringen I, der gleichzeitig ein- und ausziehender Wetterschacht war. Eine Verbindung zum wassererfüllten Abteufschacht Thüringen II bestand nicht. Die Lagerstätte wurde durch Bohrungen, Strecken und Abbaue untersucht.
Als Hauptfördersohle diente die 408-m-Sohle; daneben gab es insgesamt acht Zwischensohlen. Im Süden, Westen und Nordwesten von Schacht I wird die Lagerstätte durch den Ablaugungsrand des Kalilagers begrenzt. Gegenstand der Gewinnung war in der Hauptsache der Carnallitit des Kaliflözes Staßfurt. Als Abbauverfahren kam der Kammerbau zur Anwendung. Je nach Mächtigkeit des Lagers wurden zwei bis drei Sohlen übereinander gelegt. Die Höhe einer Kammer betrug in der Regel 2,50 m. Danach wurde die Kammer zum nächsthöheren Sohlenniveau hochgebrochen und der leergeförderte untere Teil der Abbaukammer per Hand versetzt. Die endgültigen Abbauhöhen betrugen in der Regel 7 m, zuweilen bis maximal 11 m. Die Länge einer Abbaukammer war ebenfalls von der angefahrenen Ausbildung des Kalilagers abhängig; sie überstieg jedoch nie 100 m. Zwischen den einzelnen Abbaukammern wurden Pfeiler belassen. Das gewonnene Kalisalz wurde handgefördert und teilweise über Bremsberge zur Hauptsohle zugeführt.
Hartsalz trat in zwei voneinander getrennten Linsen von geringer Ausdehnung und Mächtigkeiten von 2,5 m bis 3,0 m nördlich und nordöstlich von Schacht I auf. Es wurde durch die Abbaue 1 bis 10 der 350-m-Sohle und die Abbaue 1 bis 9 der 357-m-Sohle gewonnen. Die Carnallititgewinnung erfolgte östlich des Schachtes I bis zur 412-m-Sohle. Die äußersten südöstlichen Grubenbaue auf der 408-m-Sohle waren bis auf etwa 300 m an den Ansatzpunkt des Schachtes Thüringen II herangefahren worden. Die Breite des Grubenfeldes beträgt etwa 600 m. In Ost-West-Richtung erstreckt es sich auf eine Länge von rund 1.400 m. Im Grubenfeld wurden bis auf wenige Ausnahmen alle Kammern mit Abbauhöhen über 2,5 m Höhe versetzt. Ebenso wurden Abbaue in Vortriebshöhe versetzt, die in der Nähe des Salzspiegels oder von Sicherheitspfeilern liegen. Vermutlich wurde das Versatzgut über die obere Sohle mittels Handversatz in die Baue eingebracht. Als Versatzgut wurden Steinsalz aus Sohlen- und Streckenauffahrungen sowie Fabrikrückstände verwendet.
Eine überschlägige Hohlraum-Berechnung anhand des vorhandenen Rißwerkes ergab folgende Werte:
- Grubenhohlraum insgesamt: 730.000 m³, davon versetzt: 450.000 m.3
- Noch offener Hohlraum: Abbaue: 120.000 m³, Strecken: 160.000 m.3

Nach Stilllegung der Schachtanlage Thüringen verblieb somit ein noch offener Grubenhohlraum von rund 280.000 m³.

## Die fabrikatorische Verarbeitung

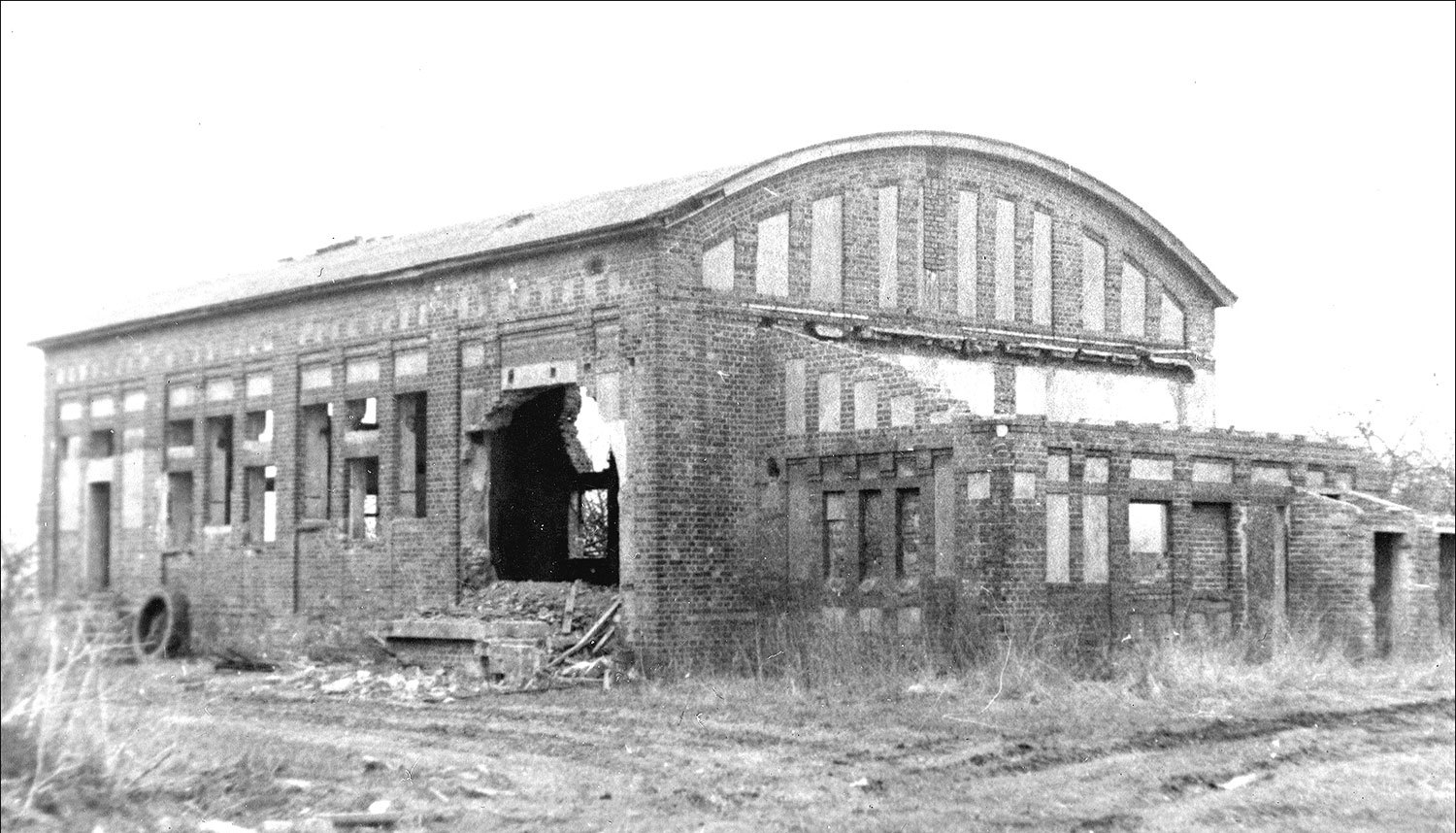
Fabrikruine am stillgelegten Kalibergwerk Thüringen (Aufnahme vom 11. September 1978)

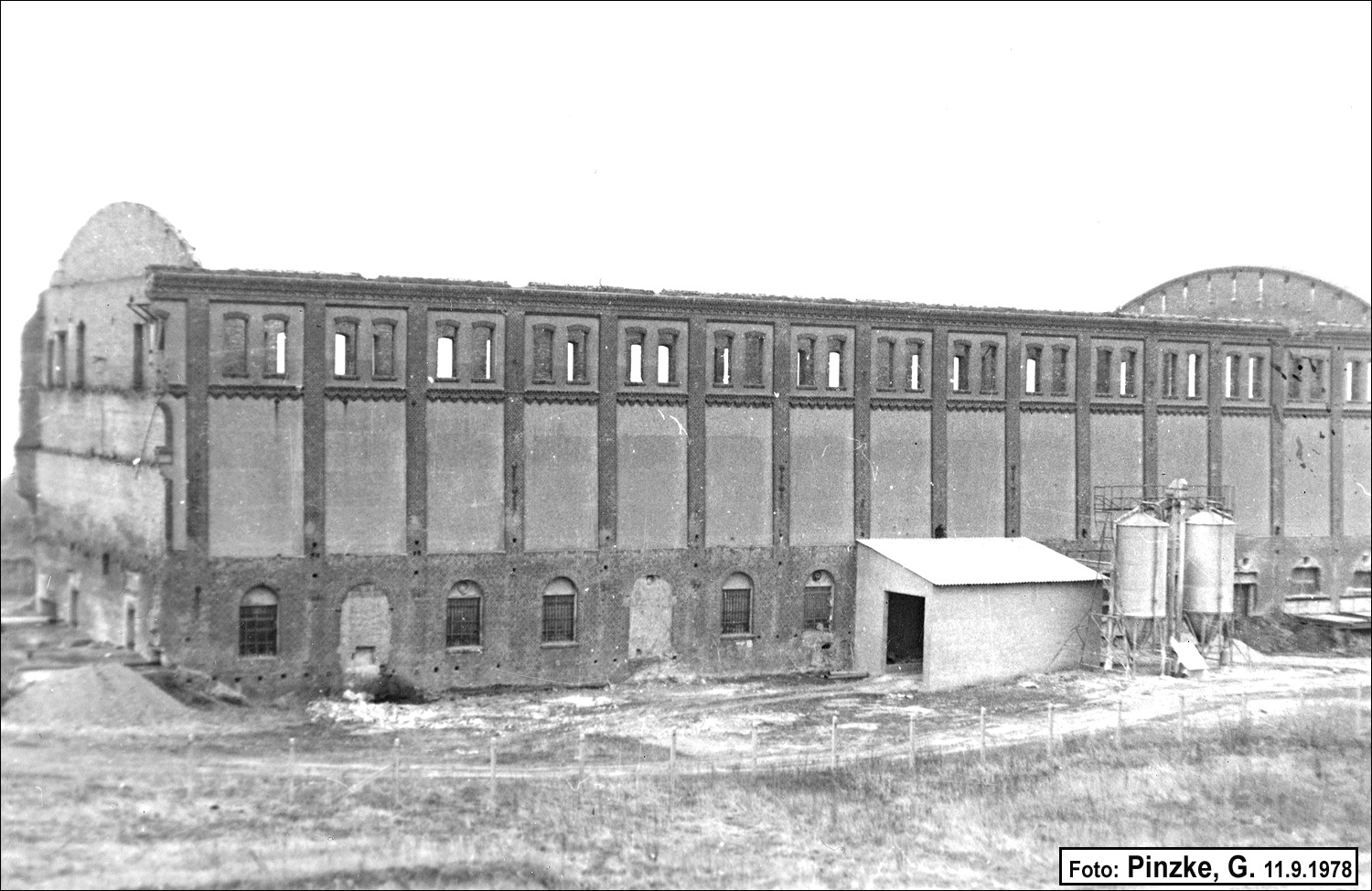
Ruine der einstigen Chlorkalium-Fabrik der stillgelegten Kalischachtanlage Thüringen (Ansicht aus dem Jahr 1978)

| Jahr | Chlorkalium | Kalidünger | Schwefels. Kali | Kalimagnesia | Düngesalze | Kainit | Carnallit | Summe  |
| ---- | ----------- | ---------- | --------------- | ------------ | ---------- | ------ | --------- | ------ |
| 1908 | 29017       | 2318       | -               | -            | 23824      | 53301  | 4262      | 112722 |
| 1909 | 20728       | 1615       | -               | -            | 28521      | 53180  | 5528      | 109572 |
| 1910 | 29137       | 2748       | -               | -            | 39675      | 22162  | 6389      | 100061 |
| 1911 | 27232       | 2584       | 22355           | 2553         | 21791      | 18343  | 4621      | 99479  |
| 1912 | 35230       | 1976       | 17550           | 3941         | 24609      | 14     | 250       | 83570  |
| 1913 | 17933       | 1444       | 21656           | 2352         | 19039      | -      | -         | 62404  |
| 1914 | 11824       | 1824       | 6286            | 2451         | 24801      | -      | -         | 47186  |
| 1915 | 2119        | 1900       | 507             | 6049         | 17956      | -      | -         | 28531  |
| 1916 | 7378        | 1862       | 8               | 376          | 43631      | -      | 216       | 53471  |
| 1917 | 14924       | -          | 3841            | 2889         | 35032      | -      | 178       | 56864  |
| 1918 | 41386       | 2584       | 2257            | 1980         | 2850       | -      | 4283      | 55340  |
| 1919 | 36828       | -          | 2116            | 818          | 4179       | 1406   | 581       | 45928  |
| 1920 | 37381       | -          | 3345            | 1990         | 16706      | 1697   | 704       | 61823  |
| 1921 | 13288       | -          | 1294            | 219          | 16329      | -      | 121       | 31251  |

## Die Stilllegung des Kaliwerkes
Zu Beginn des 20. Jahrhunderts erlebte die Bohrtätigkeit in Deutschland nach der Suche von Salz- und Steinkohlenlagerstätten einen wahren Boom. Die technisch-technologischen Verbesserungen der Bohranlagen – seinerzeit war es z. B. schon möglich, mittels Diamantbohrkronen vollständige Bohrkerne in salinaren Gesteinsschichten zu gewinnen – und die finanzielle Bereitschaft der Bankwirtschaft zur Ausreichung entsprechender Kredite für die Suche und Erkundung neuer Lagerstätten, führten über Mutungsanträge letztlich zum Erwerb neuer Lagerstättenfelder. Diese konnte man dann mit hohem Gewinn weiter veräußern oder sie dienten zur Erlangung neuer Beteiligungsquoten innerhalb des Kalisyndikats (sogenannte Quotenschächte). Aufgrund der geologischen und lagerstättenwirtschaftlichen Gesamtsituation, welche bereits vor Teufbeginn von Schacht Thüringen I bekannt war, könnte man die Errichtung des Kaliwerkes Thüringen der letztgenannten Absicht zurechnen.
Um die Ausuferung der Schaffung immer neuer Kaliwerke (sowie auch Steinkohlengruben) und damit Überproduktionen zu unterbinden, beschloss der preußische Landtag auf Antrag des Abgeordneten Karl von Gamp-Massaunen u. a. das „Gesetz, betreffend die Abänderung des Allgemeinen Berggesetzes vom 24. Juni 1865/1892, vom 5. Juli 1905 (G.B.S. 265)“, so bezeichnet als „Lex Gamp“.
Es führte zunächst zu einer vorläufigen Mutungssperre von zwei Jahren auf Kalisalze und Steinkohle. Das bedeutete, dass nur der Staat Bergwerkseigentum erwerben konnte. Dieser konnte es in Form eines zeitlich beschränkten dinglichen Gewinnungsrechts Dritten übertragen.
Die „Lex Gamp“ war der Beginn weiterer staatlicher Eingriffe zur Vermeidung von Monopolbildungen bis hin zur Regulierung von Preisen und die durch maßlose Zunahme von Kalibergwerken bedingte Überproduktion. Letzterem diente auch die sogenannte Stilllegungsverordnung vom 22. Oktober 1921.
Im § 83a dieser Verordnung heißt es (hier im 1. Absatz des § 83a, für Schacht Thüringen I zutreffend):

„Eine Änderung der für die Einschätzung maßgebenden Verhältnisse bleibt bis zum 31. Dezember 1953 auf den Fortbestand und die Höhe der Beteiligungsziffer derjenigen Werke ohne Einfluss, welche bis zu diesem Zeitpunkt freiwillig stillgelegt werden. Eine dahingehende unwiderrufliche Erklärung ist bis zum 1. April 1923 (verlängert bis 31. Dezember 1926) der Kaliprüfungsstelle abzugeben. Diese setzt unter Berücksichtigung der wirtschaftlichen Verhältnisse, insbesondere der Salzvorräte, den Zeitpunkt fest, bis zu welchem die Stilllegung durchgeführt sein muss; einer Verlängerung dieser Frist über den 1. April 1924 hinaus ist nicht zulässig. Eine Stilllegung im Sinne dieses Absatzes bedingt, dass jede Förderung von nutzbaren Mineralien aus dem stillgelegten Schachte unterbleibt. Ausnahmen kann nur der Reichswirtschaftsminister nach Anhörung des Reichskalirates und der Kaliprüfungsstelle bewilligen.“

Im § 83e heißt es: (hier im 2. Absatz des § 83e, für Schacht Thüringen II zutreffend):

„Für einen Schacht, für den eine Beteiligungsziffer noch nicht festgesetzt ist, dessen Verhältnisse aber nach Maßgabe der Lagerungsverhältnisse und nach den aufgewendeten und noch aufzuwendenden Kosten oder der erreichten Teufe die Fertigstellung eines Kaliwerkes mir Sicherheit erwarten lassen, kann der Besitzer die Zuteilung einer bis zum 31. Dezember 1953 geltenden Beteiligungsziffer verlangen, wenn er sich verpflichtet, bis zum 31. Dezember 1953 auf jede Ausbeutung der zugehörigen Felder zu verzichten. Die Beteiligungsziffer ist durch die Kaliprüfungsstelle unter angemessener Berücksichtigung der für den Schachtbau sowie der für die Schächte und die Verarbeitung der Salze erforderlichen Tagesanlagen gemachten zweckentsprechenden Aufwendungen nebst Zinsen sowie der geologischen Verhältnisse und der durch Grubenbaue oder durch Bohrungen gemachten Aufschlüsse festzusetzen.“

Am 20. September 1921 wurde die Förderung eingestellt und die Schächte gemäß §§ 83a und 83e bis zum 31. Dezember 1953 stillgelegt. Die beiden Schachtröhren wurden durch Abdeckelungen gesichert.

## Heutiger Zustand
Nach 1945 wurde die Schachtanlage zum Eigentum des Volkes erklärt; 1953 wurde sie vom VEB Kaliwerk „Heinrich Rau“ Roßleben in Rechtsträgerschaft übernommen.
Mit Erlass der Verwahrungsanordnung der DDR vom 10. Oktober 1971 wurde der Rat des Bezirkes Halle für eine Vielzahl von Alt-Kalischächten, sogenannte „Grubenbaue alten Bergbaus ohne Rechtsnachfolger“, zuständig; somit auch für die Altkalischächte Thüringen I und II.
1978 wurde der Schachtgrund im Schacht Thüringen II bei 4,08 m unter NN angelotet. Der Wasserspiegel stand bei 80,80 m unter Flur. Selbst eine Wasserprobe aus einer Teufe von 223,13 m zeigte eine unwesentliche Versalzung (alle Werte in g/l: CaSO4=0,41, MgSO4=0,12, MgCl2=0,09, NaCl=0,30).

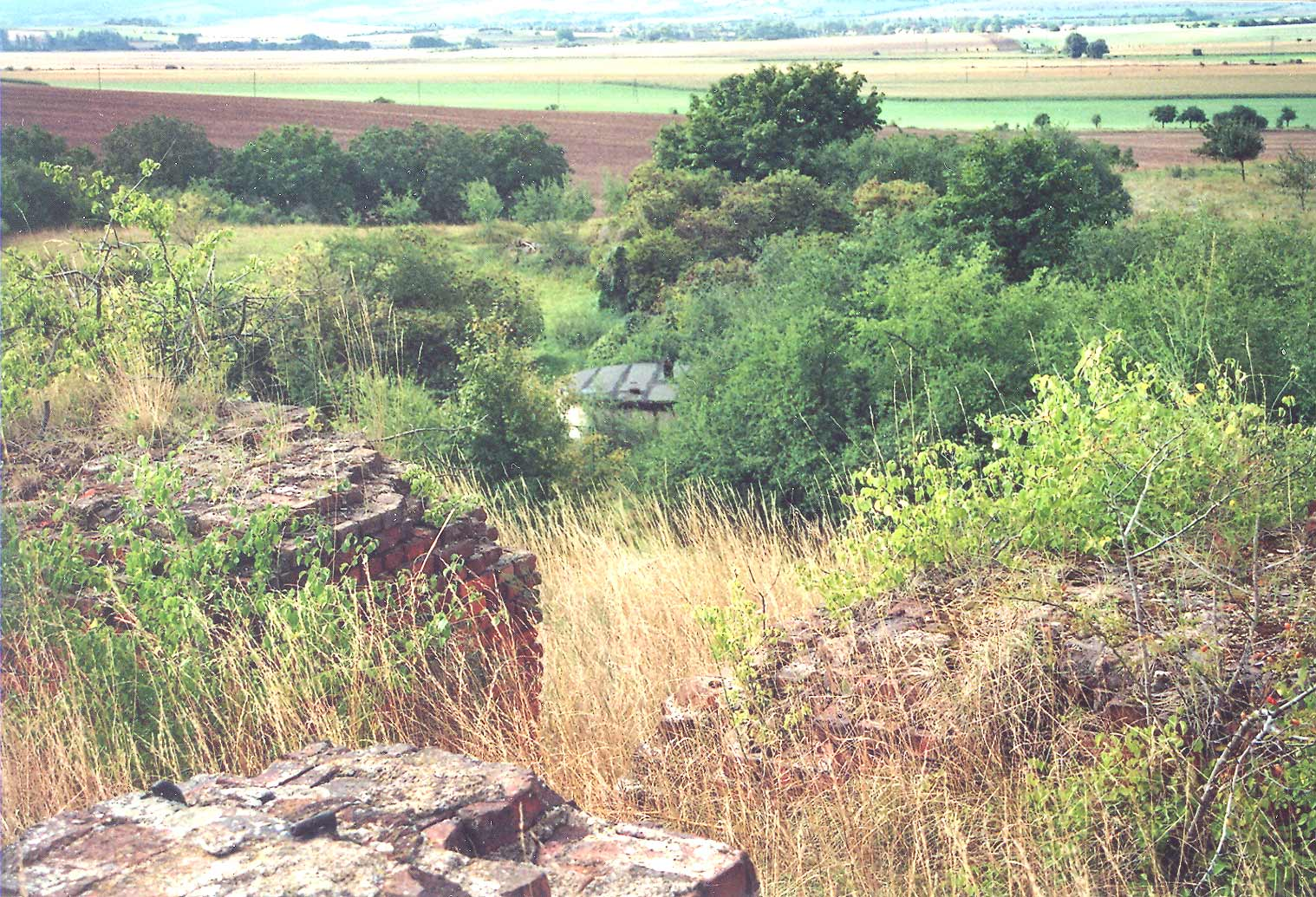
Das Schachtareal i.J. 2008
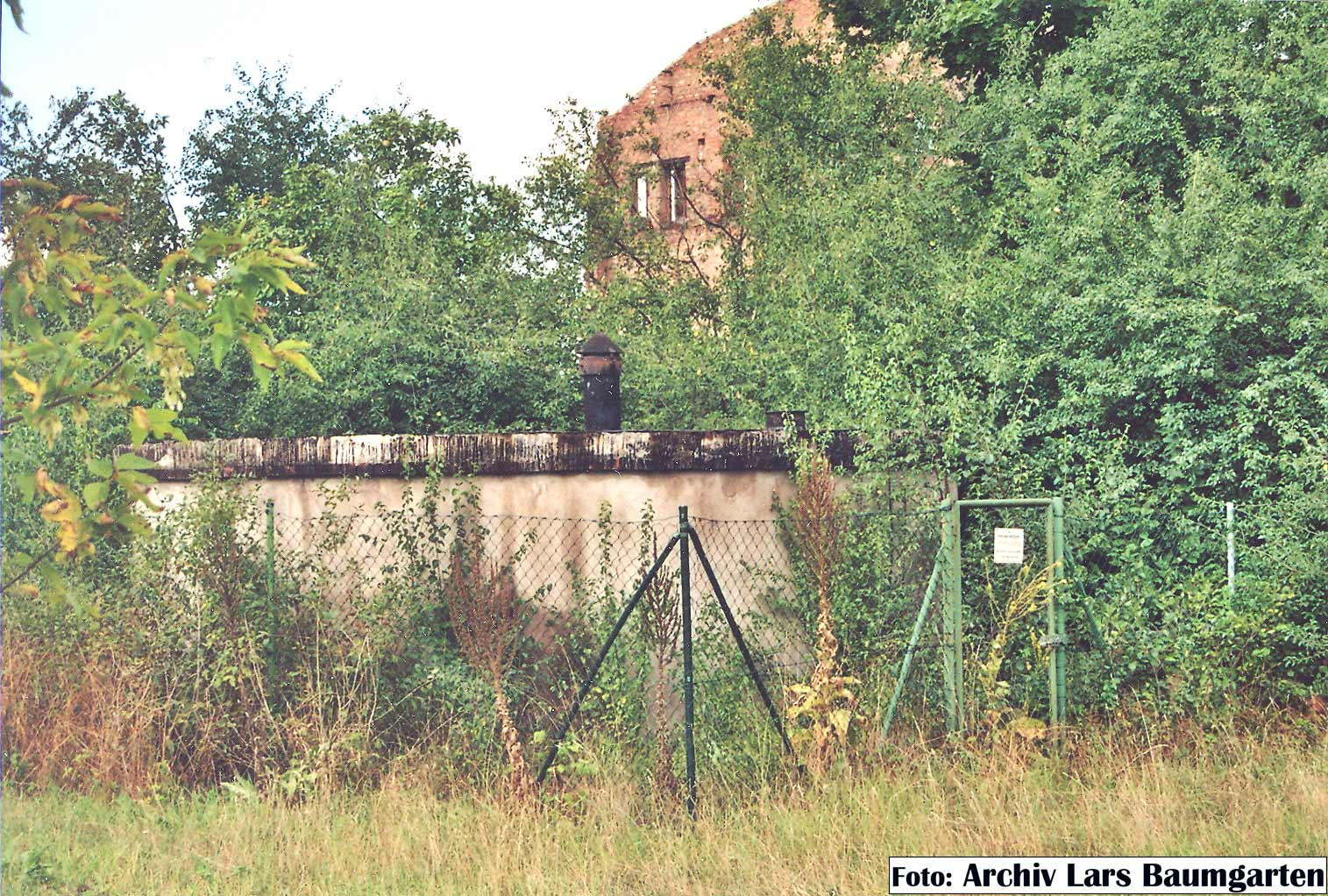
Schachtabdeckelung Schacht Thüringen I
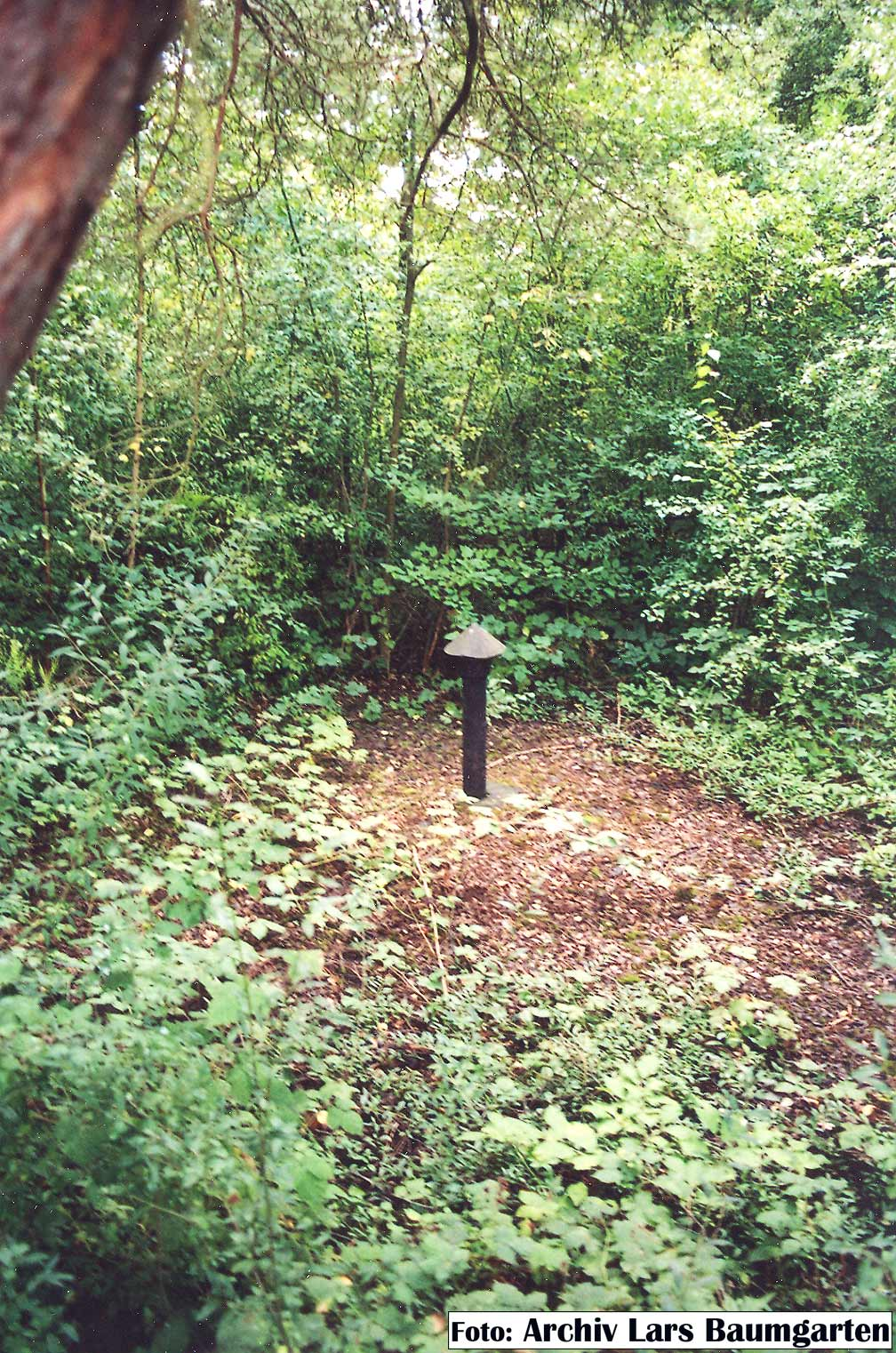
Schachtabdeckelung Schacht Thüringen II
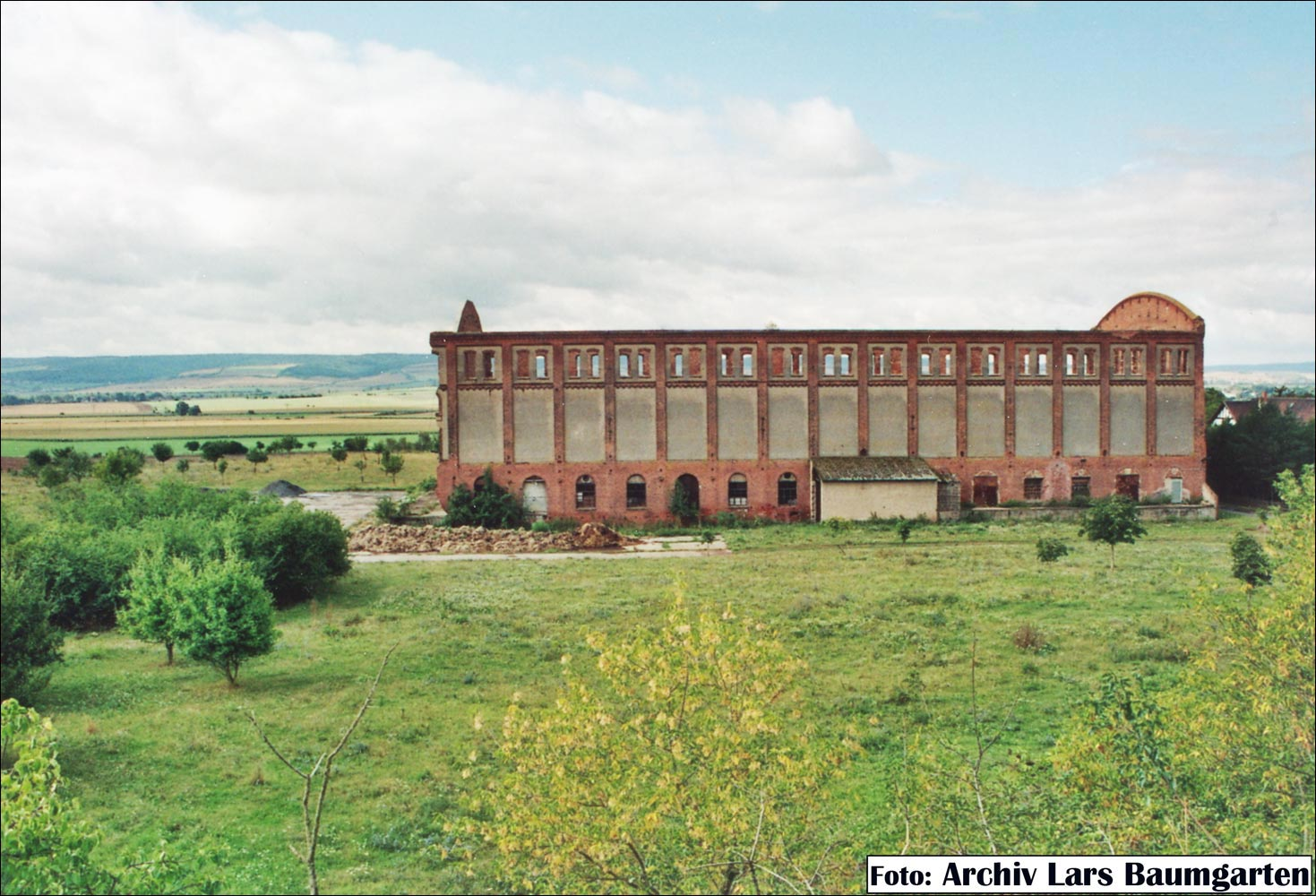
Ruine der Chlorkaliumfabrik i.J. 2008

Mit dem Beitritt der DDR zum Geltungsbereich des Grundgesetzes galten diese stillgelegten Schächte auch als „stillgelegte Anlagen eines bergbaulichen Gewinnungsbetriebes, für den ein Rechtsnachfolger nicht vorhanden oder nicht mehr feststellbar ist“.
Anstelle der Räte der Bezirke traten die jeweiligen Landesregierungen bis zum Erlass entsprechender ordnungsbehördlicher Vorschriften (Thüringer Gesetz über die Gewährleistung der öffentlichen Sicherheit und Ordnung in Objekten des Altbergbaus und in unterirdischen Hohlräumen) ein.
Somit steht bis dato diese stillgelegte Schachtanlage ordnungsrechtlich bezüglich der Fürsorgepflicht zwecks Gefahrenabwehr in der Zuständigkeit des Thüringer Landesbergamtes (siehe auch „Leitfaden Verwahrung Tagesschächte“).
Zur Gewährleistung der öffentlichen Sicherheit sind die Schachtröhren Thüringen I und II inzwischen verwahrt und durch eine Abdeckelung gesichert (siehe obige Fotos). Die Schachtbereiche sind mittels Maschendrahtzaun vor unbefugtem Betreten gesichert.